# Heliga Treenighetens kyrka, Smolari
Heliga Treenighetens kyrka (makedonska: Црква „Св. Троица“; translitteration: Tsrkva ''Sv. Troitsa'') är en makedonisk-ortodox kyrkobyggnad belägen i byn Smolari, i Novo Selo kommun i den statistiska regionen Sydöstra regionen, i östra Nordmakedonien.
Kyrkan är helgad åt Treenigheten och tillhör Strumicas stift.

## Bilder

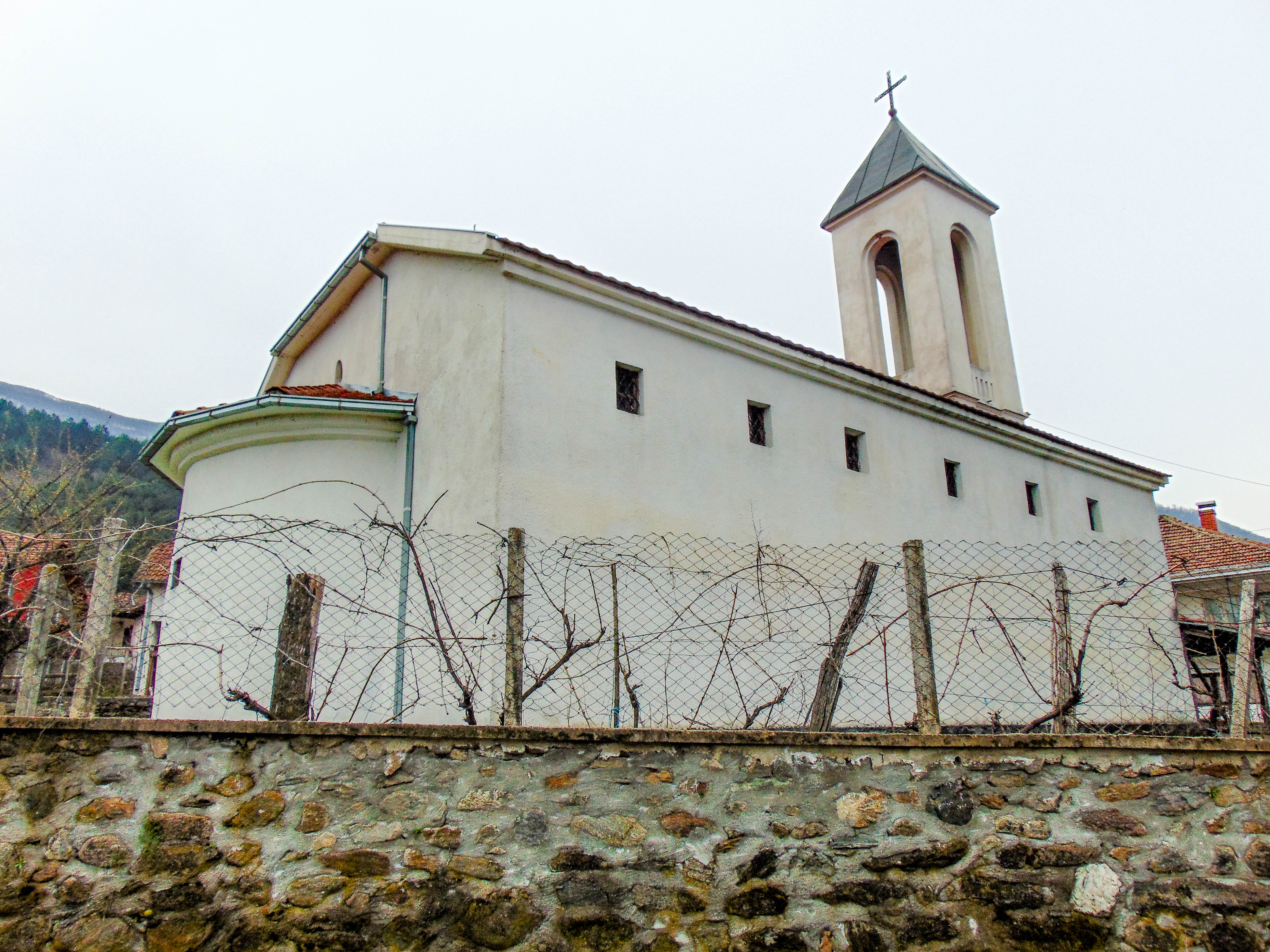
Baksidan och absiden.